# Arsène Lupin (film)
Arsène Lupin - Gentlemannatjuven är en fransk äventyrsfilm från 2004 som är regisserad av Jean-Paul Salomé. Filmen är baserad på författaren Maurice Leblancs kriminalserier. Filmen handlar om gentlemannatjuven Arséne Lupin vars motto är att stjäla från rika liksom skurkar. Dock träffar han kvinnan Joséphine som han planerar en kupp tillsammans med, men som han inte vet också är involverad i hans faders död. I rollerna ses bland annat Eva Green, Romain Duris, Kristin Scott Thomas och Pascal Greggory.